# Xenobatrachus multisica
Xenobatrachus multisica és una espècie de granota que viu a Indonèsia.